# Herrengasse (Graz)

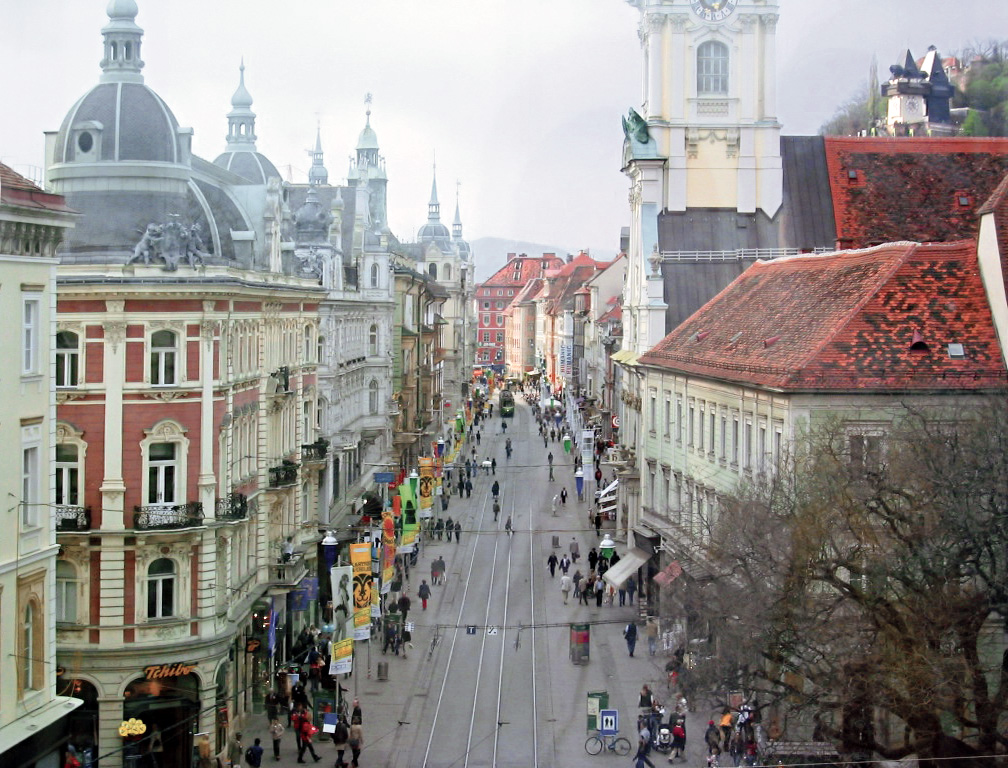
Herrengasse văzută dinspre sud. Imagine luată din Marienlift (2006)

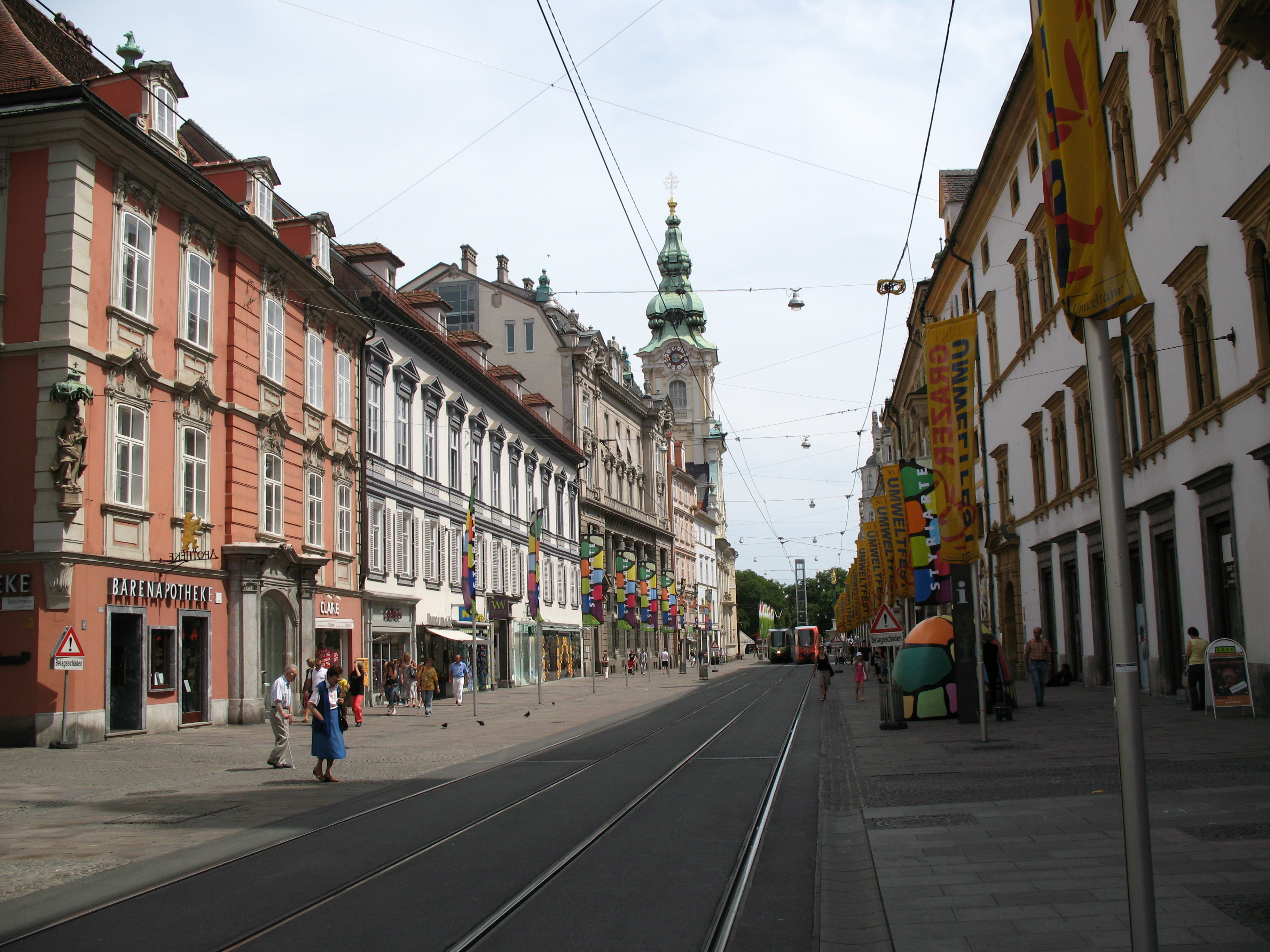
Herrengasse văzută dinspre nord. La dreapta Landeszeughaus, în fundal două tramvaie și Marienlift. (2007)

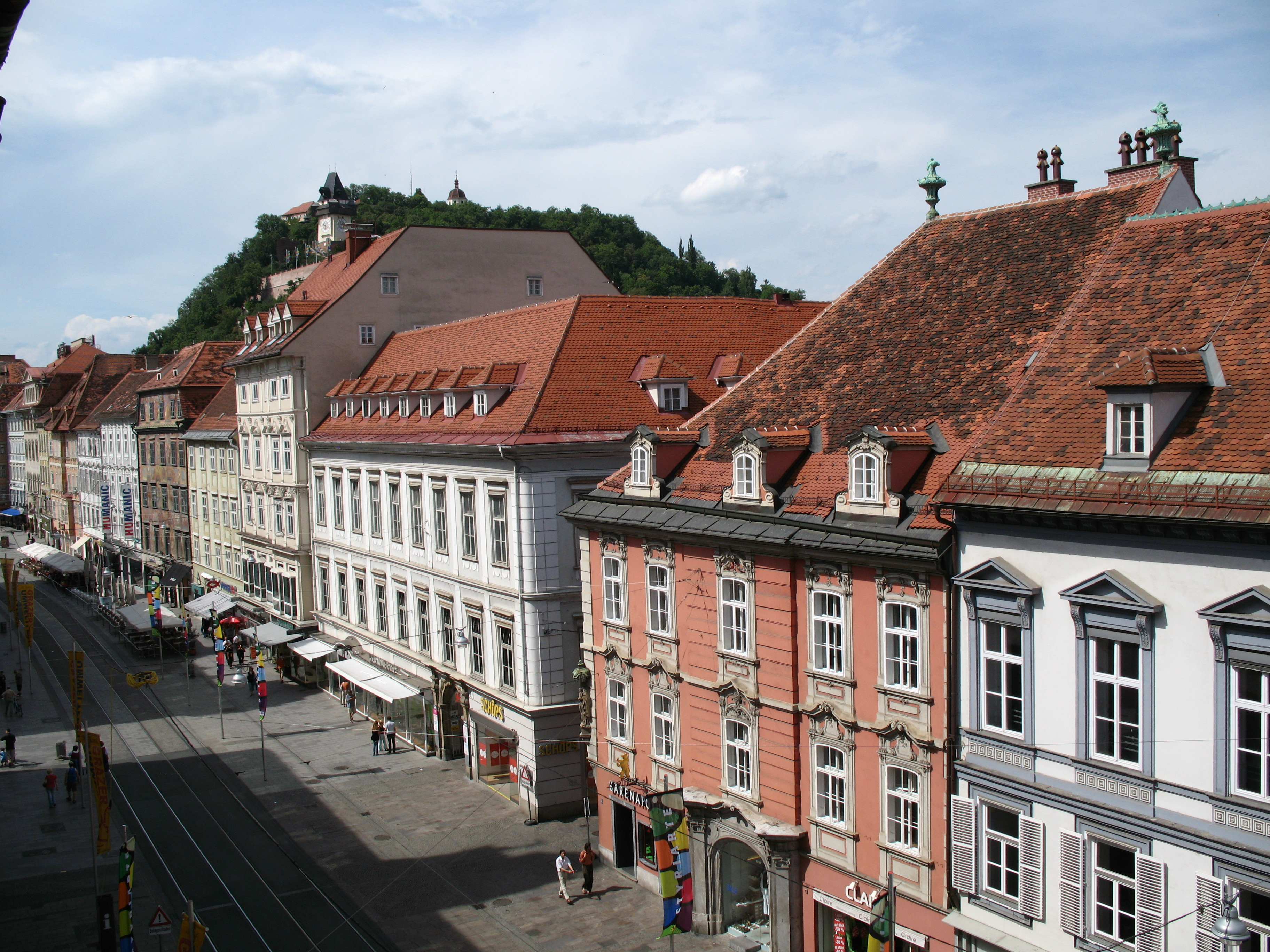
Vedere asupra Herrengasse şi a castelului Schloßberg din Landeszeughaus (2007)

Herrengasse, denumită în Evul Mediu Bürgerstraße sau Bürgergasse, este o stradă cu fațade în stil baroc din centrul orașului Graz (Austria) și un centru al vieții sociale din capitala landului Stiria. Ea se află între piața centrală a orașului și piața Am Eisernen Tor, în apropiere de Jakominiplatz, nodul central al transportului public din Graz. Strada se întinde pe direcția nord-sud în paralel cu râul Mur, pe malul său stâng. Toate liniile de tramvai din Graz trec pe Herrengasse, care începând din noiembrie 1972 este în mare măsură o zonă pietonală și, prin urmare, închisă pentru transportul rutier individual.

## Istoric
Pe locul actualei Herrengasse a existat o așezare veche din perioada Hallstatt, după cum atestă descoperirile arheologice făcute aici. La capătul de sud al Herrengasse (prin zona actualei Mesnergasse) se afla prin 1261 un ghetou evreiesc înconjurat de ziduri. Între 1457 și 1475 cetățenii cei mai respectați din Graz care trăiau în Bürgerstraße au schimbat denumirea străzii în Herrengasse, deoarece din ce în ce mai mulți nobili au achiziționat aici o proprietate.

## Listă de clădiri importante
(Numărătoarea ține cont de numerele caselor, ea începe din partea dreaptă pornind din piața centrală a orașului)
1 – Salzburger Hof
2 – Schranne, locul administrației orașului până la începutul secolului al XVI-lea, apoi sediul Primăriei
3 – herzoglicher Lehenshof, „Casa pictată” (Kaiserl. Residenz)
9 – Palatul Breuner cu pilaștri în stil romanic
10 – Cafeneaua lui Caspar Antoni Forno (1747); demolată în 1887 și instalată în noua clădire a primăriei 
13 – Stubenbergsches Haus; cartierul lui Napoleon Bonaparte din Graz (aprilie 1797)
15 – clădirea veche a Vămii
16 – Landhaus, prima clădire în stil renascentist din Graz, și Landeszeughaus
17 - Steiermärkischen Escomptebank (1910), clădire neobarocă (nr.15–17), astăzi CA
23 – Biserica parohială „Zum heiligen Blut”; intrarea se face pe sub turnul clopotniță
28 – Thonethof; fostul k.k. Militär-Stadtkommando, anterior berăria negustorului Ägydius Gunzinger (prin 1648)

## Imagini

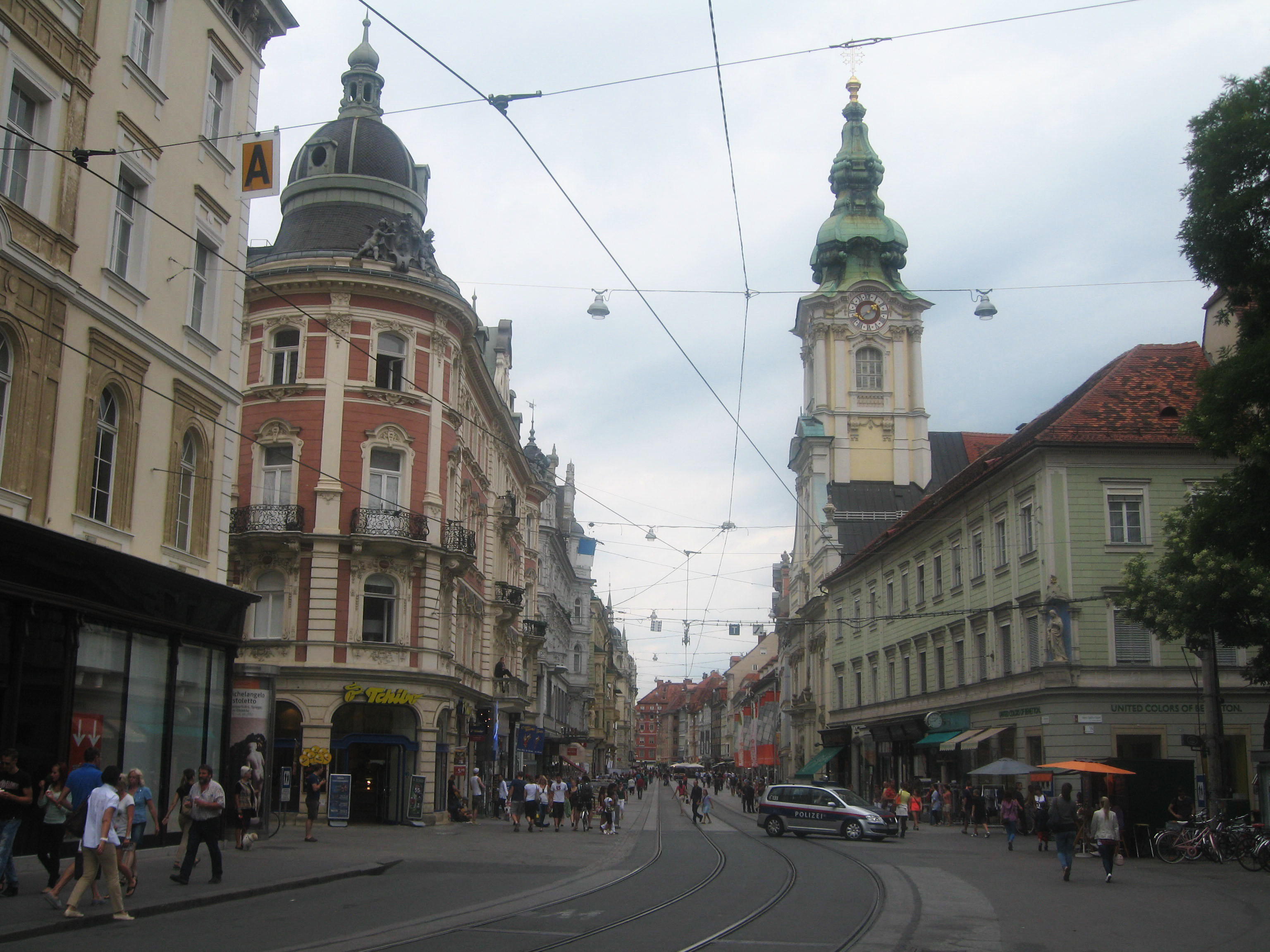
Imagine de pe Herrengasse
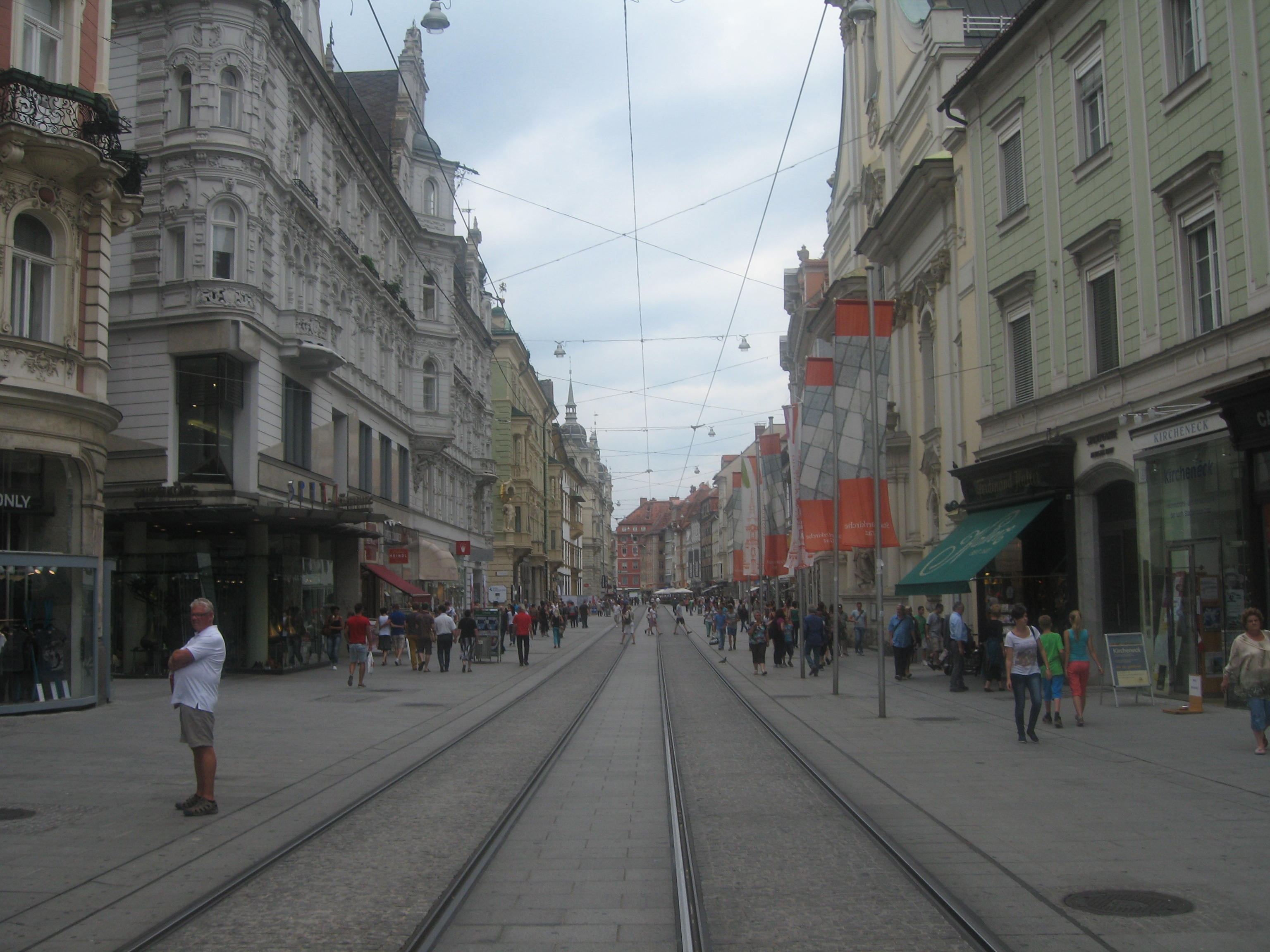
Imagine de pe Herrengasse
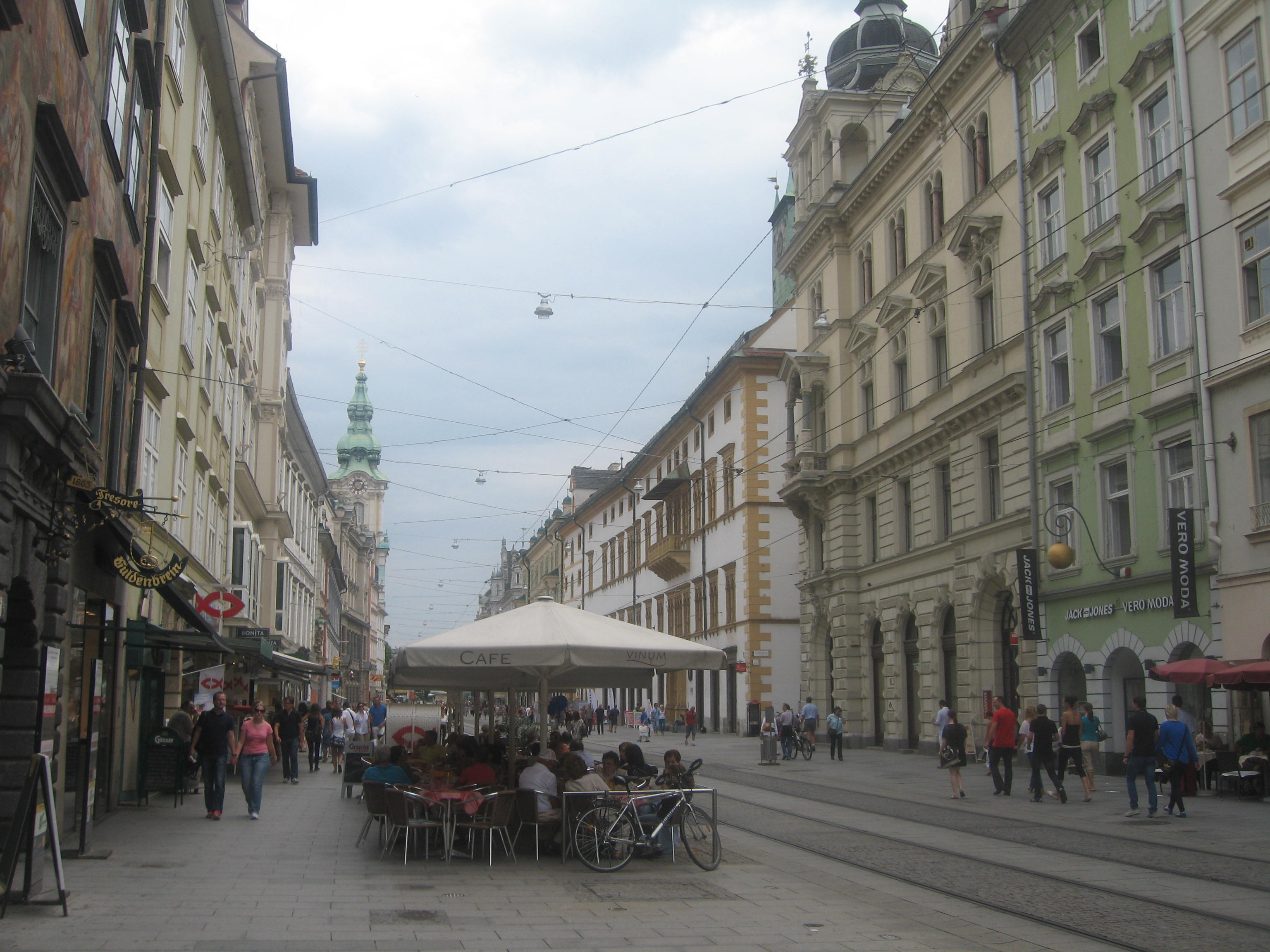
Imagine de pe Herrengasse